# Клофач Вацлав
Вацлав Ярослав Клофач (чеськ. Václav Jaroslav Klofáč) — чехословацький державний та політичний діяч. Один з лідерів Чехословацької національно-соціалістичної партії.

## Біографія

### Ранні роки та юність
Вацлав Ярослав Клофач народився 21 вересня 1868 р. в Гавлічковому Броді. Після навчання в місцевій гімназії деякий час працював сільським учителем, а потім поїхав до Праги. Спочатку вступив на медичний, а потім і на філософський факультет Карлового університету. У роки навчання Клофач швидко зійшовся з радикальним студентським рухом. Більше того, став секретарем одного з провідних молодіжних об'єднань «Суспільство читачів» («Čtenářský spolek»), що стояло на позиціях младочехів. Членство Клофача в цій організації поклало початок активній політичній діяльності. Він одразу заявив про себе як про видатного оратора. Поступово завойовував популярність не тільки в студентському середовищі, але і серед робітників. В кінці 1890 Клофач став співредактором молодочеської газети «Народні листи» («Národní listy»), отримавши пристойну платню, що забезпечило йому стійке фінансове становище.
У 1892 р. Клофач пішов добровольцем в армію і незабаром здобув популярність завдяки тому, що в ході переклички на військових навчаннях замість звичного німецького «hier» («Тут!») Викрикнув чеське «zde». Його покарали — три дні гауптвахти. Його приклад наслідували багато чеських резервістів, незважаючи на збільшення термінів покарання. Пізніше до чехів приєдналися угорці, поляки. Імператор обурювався і погрожував введенням стану облоги. Зрештою від такого роду навчань відмовилися.
Важливу роль у долі Клофача зіграв 1897 рік, а саме 4 квітня 1897 р. була утворена Чеська національна соціальна партія. Хоча правильніше датою її заснування слід вважати квітень 1898, коли відбувся установчий з'їзд і була прийнята програма. Усі політичні партії, за винятком младочехів, виступили проти створення партії національних соціалістів. Подейкували, що партія була створена на гроші младочехів . І хоча її першим головою став Ф. Квача, було очевидно, що її ідеологом є В. Клофач. З самого початку він протиставив ідеї національного соціалізму марксистському соціалізму. «Для того щоб стати інтернаціоналістами — говорив Клофач, — ми, перш за все, повинні стати націоналістами». Він був переконаний, що разом із поширенням класового марксизму у свідомість чехів проникають чужорідні елементи.
Радикалізм партії проявився не тільки в програмних заявах, але і в організації протестної діяльності — проведення мітингів і демонстрацій, на яких виступав Клофач і часто присутня поліція. Так, чеський політик і журналіст Я. Герб ці виступи характеризував як «загрозу суспільному життю».

### Перші кроки у великій політиці
Незабаром після смерті Ф. Квача головою партії став Клофач. А в 1901 р. він був обраний депутатом австрійського рейхсрату і одразу проявив себе як непримиренний антимілітаристом і прихильник співпраці слов'янських народів. З початку ХХ ст. слов'янський напрям стає домінантою в діяльності Клофача і партії. Він став займатися слов'янським питанням ще в студентські роки. Його промови про зовнішню політику Відня дивували своїм радикалізмом. Особливо широкий відгук мав виступ Клофача в парламенті у вересні 1903 р., коли він звинуватив австро-угорську зовнішню політику в тому, що вона є агентом німецького «Дранг нах Остен».
Він виступав за корінну зміну методів «безмозкої політики МЗС Австро-Угорщини», оскільки був переконаний, що Габсбурзька монархія ставила своєю метою недопущення створення сильних слов'янських держав і тому надії на те, що вторгнення Австро-Угорщини на Балкани призведе до зміцнення позицій слов'ян, він називав глибокою помилкою. Так само як і надії на те, що Австро-Угорщина може стати федеративною, переважно слов'янською державою, також вважав безпідставними, так як це не відповідало інтересам Німеччини.
У липні 1908 р. у Празі пройшов слов'янський з'їзд. Чеська делегація складалася з представників усіх чеських партій. Організатори з'їзду спробували надати йому широкий громадський резонанс. Так, чеські національні соціалісти за ініціативою Клофача зібрали багатолюдний мітинг, в якому взяли участь іноземні делегати з'їзду. Метою мітингу, вираженої в гаслі «Демократизм і слов'янство», була пропаганда «слов'янського народного соціалізму» як ідеологічної зброї, придатного для всіх слов'янських народів, проти «деструктивного інтернаціонального російського соціалізму». А. Столипін писав, що Клофач — це «дійсно видатний народний трибун», що такої робочої натовпу він не бачив у Росії і не мріяв про такий «соціалізм».
6 жовтня 1908 Франц-Йосиф оприлюднив указ про приєднання Боснії і Герцеговини до своїх володінь. Більшість чеських політиків розцінювали боснійський кризу як доконаний факт. Лідер младочехів К. Крамарж намагався переконати слов'янських депутатів рейхсрату в необхідності «беззастережно проголосувати за анексію». Для прикриття порушення міжнародного права він запропонував надати населенню Боснії та Герцеговини свободу, ліберальну конституцію і тим самим отримати моральне виправдання анексії. Мова ж Клофача в делегаціях1 привернула увагу всієї слов'янської преси і дипломатичного корпусу, акредитованого у Відні. Вона контрастувала з виступами інших делегатів: Клофач категорично відкинув анексію «як акт насильницький, вчинений під впливом Берліна» і запропонував провести плебісцит, щоб дізнатися волю населення Боснії та Герцеговини. Така позиція лідера національних соціалістів призвела до зростання його популярності як в чеських землях, так і за їх межами. Російська ліберальна преса, наприклад, зображала його як «істинного слов'янолюба».
Під проводом Клофача в рейхсраті утворилася об'єднана опозиція слов'янського меншини, яка виступила проти законопроєкту про анексію Боснії і Герцеговини. Але, тим не менш, урядовий законопроєкт був затверджений. Протест чеських депутатів у празькому сеймі привів до його закриття. Австрійська поліція почала гоніння на Клофача, заявивши, що він нібито поширював текст гімну зрадницького змісту, в якому ганьбилася Австрія і славилась Сербія, підбурював солдатів нападати на своїх командирів, які будуть примушувати їх стріляти в сербів. Після анексії Боснії і Герцеговини Клофач був переконаний, що Австрія, завдяки «неможливою політиці», ходить «по лезу бритви» і твердим кроком йде до війни.
У подальшому позиція національних соціалістів, ведених Клофачем, ставала радикальнішою. Номери партійної газети «Чеське слово» («Českí slovo») конфісковувалися частіше за інших видань. Висунувши гасло «Балкани — балканським народам!», Виступивши проти втручання Габсбурзької монархії в балканські справи, Клофач визначив єдино можливу місію австро-угорської балканської політики — «пошук довіри балканських народів». Під час своєї поїздки до Сербії в жовтні — листопаді 1912 р. Клофач висловився за перемогу «слов'янської федерації на Балканах», що об'єктивно було вороже Габсбургам. Приблизно з цього ж часу спостерігалося зближення Клофача з російським консулом у Празі В. Жуковським. Ці відносини особливо зміцнилися напередодні Першої світової війни.

### Перша світова війна
В умовах загострення внутрішньої обстановки в Австро-Угорщини та напруження відносин з Росією перед чеськими політиками постало питання вибору. У січні 1914 р. Клофач здійснив секретну поїздку в Петербург. Пізніше він інформував В. Жуковського, що зустрічався з генералом Я. Г. Жилінський і обговорював з ним питання, пов'язані зі створенням кадрів з відданих Росії людей і підготовкою секретної організації в Чехії для розвідувальної діяльності (на випадок війни з Австрією). Клофач підготував записку про завдання російської політики. У ній, зокрема, говорилося, що в інтересах Росії допомогти національним соціалістам вести слов'янську агітацію в східній Моравії і Сілезії — районах, важливих для російської держави в разі війни. Клофач пропонував заснувати «секретаріати» (представництва) своєї партії в ряді чеських міст і центральний секретаріат у Відні, почати випуск щоденних газет на чеській мові в Сілезії і Моравії.
Він писав, що таємною метою цих секретаріатів стала б поступова підготовка надійних людей у кожному місті і кожному селі, щоб «на випадок наступу російського війська через Сілезію на східну Мораву були люди, на яких російське військо могло б цілком покластися. Мова тепер йде про продуману пропаганду слов'янського русофільського духу і підготовчої організації. Так само діє і діяла Австрія в російській Польщі проти Росії». В самому кінці записки Клофач приводив кошторис витрат на передбачувані акції. Він просив у Росії по 1000 руб. на щорічну діяльність кожного секретаріату, а всього (з газетами) вважав, що потрібно 10 тис. руб. щорічно. Натомість він обіцяв швидкий і значний результат. Таким чином, можна припустити, що національні соціалісти розглядалися Росією як можливий союзник на території потенційного противника на випадок війни.
Вступ Австрії у війну практично паралізував діяльність чеських політичних партій. Насамперед удар був спрямований проти чеського національного руху, антиавстрійсько налаштованих політичних діячів. Переслідувань зазнала і партія національних соціалістів: її лідери, в тому числі Клофач, були арештовані, преса заборонена, організації розпущені. Це в першу чергу було пов'язано з позицією партії в національному питанні. Адже ще в програмі (1902 р.) говорилося: «Ми добиваємося відновлення суверенної, з власним законодавством держави з Королівств Чехії, Моравії та Сілезії на історичній території …». Не останню роль тут зіграла і активна антивоєнна діяльність її молодіжних організацій. Однак, на думку чеського історика І. Шедіві, арешт Клофача носив превентивний характер, так як звинувачення йому було висунуто лише наприкінці травня 1917 р..
Після смерті Франца-Йосифа на престол вступив Карл I. Уряд заявив про прагнення відновити конституційні основи, скликати парламент, який не збирався з початку війни, пом'якшити внутрішньополітичний курс. Зокрема, було відмінено військовий суд над цивільними особами, оголошена загальна амністія політичним в'язням, в результаті якої понад 700 чеських діячів були звільнені з в'язниць і таборів. Серед них і Клофач. Ця акція не тільки не привела до ослаблення чесько-австрійської конфронтації, але і ще більше посилила радикальне крило чеських політиків.
У роки війни йшла подальша розробка програмних установок партії. Клофач, наприклад, заявляв, що «чеський соціалізм — це національний ідеалізм, який створив кращу частину нашої історії і протистоїть міжнародному матеріалізму». Він прагнув до того, щоб його погляди були зрозумілі простій людині. Пропонував об'єднатись і реміснику, і робітникові, і інтелігенту в боротьбі за права і свободи, вважаючи, що відмінностей між багатими і бідними набагато менше, ніж «між поганим, нікчемним людиною і добрим, благородним». Клофач підкреслював, що його партія зробила синтез із соціалізму і націоналізму, взявши все розумне.
На думку національних соціалістів, війна фактично спростувала марксистські принципи історичного матеріалізму і класової боротьби. У соціальній політиці вони виступали за конкретну практичну діяльність, а не за «теоретичні примари». Клофачу належить відома фраза: «Хай капіталісти побудують власний будинок (тобто державу), а ми вимагатимемо в ньому квартиру». Соціально-економічні проблеми передбачалося вирішувати після того, як будуть досягнуті загальнонаціональні завдання, вирішене «чеське питання».
У роки Першої світової війни національні соціалісти підтримали радикальний напрямок на чолі з Т. Г. Масариком, Е. Бенешем і М. Штефаник, що орієнтувався на перемогу країн Антанти і створення незалежної Чехословацької держави. Так, в січні 1918 р. в ході вироблення і прийняття Трикралової декларації Клофач заявив, що Австро-Угорщина вже не існує, так як вона була «знищена і похована Німеччиною», і тому післявоєнний устрій чеських земель не буде мати нічого з нею спільного.

### Діяльність у незалежній Чехословаччині
У липні 1918 р. В. Клофач разом з А. Швеглою був обраний заступником голови Чехословацького національного комітету на чолі з К. Крамаржом. Основне завдання цього комітету полягало в запобіганні можливих заворушень і забезпеченні переходу влади в потрібний момент. Восени 1918 р. в Женеві відбулися переговори, в яких взяли участь К. Крамарж і В. Клофач (Чехословацький національний комітет), Ф. Станек і Г. Габрман (Чеська союз депутатів), Е. Бенеш (закордонний опір). Тоді була досягнута домовленість, що Чехословаччина буде республікою, президентом стане Масарик, прем'єр-міністром — Крамарж, військовим міністром — Штефаник, міністром фінансів — Рашин, міністром оборони країни — Клофач. Ці домовленості не були повністю реалізовані. При цьому потрібно відзначити, що деякі кандидатури Масарика не влаштовували. Особливі нарікання у нього викликав Клофач — «міністр національної оборони — анархіст і нероба». Масарик часто знаходив для нього зневажливі слова. І не завжди вони були безпідставні.
Навесні 1919 р. почалася війна з Угорщиною. Угорська Червона армія захопила частину території східної Словаччини. Це викликало бурю обурення в чехословацькому політичному таборі. На порядок денний постало питання про формування регулярної армії. Якщо раніше прихильників цієї ідеї було небагато, тому що існувала думка, що сильна армія відлякає народ, то зараз вона все частіше знаходила підтримку серед політичної еліти країни. За невдачі у війні з Угорщиною Клофача, як міністра національної оборони, критикували з усіх боків (мовляв, він замість того, щоб займатися війною в Словаччині, їздив за партійними з'їздів), а деякі політики (В. Шробар) взагалі закликали притягнути його до відповідальності.
Після ультиматуму Антанти угорські частини були відведені до демаркаційної лінії. Словацьку територію і Закарпаття зайняли чехословацькі та румунські війська. Таким чином, криза була подолана. Клофач негайно подав у відставку, але Т. Г. Масарик її не прийняв. Більш того, після падіння кабінету К. Крамарж Клофач знову був призначений міністром національної оборони вже в уряді В. Тусара.
Невдачі військової кампанії в Угорщині позначилися на формуванні збройних сил країни. До цього передбачалося, що ЧСР буде задовольнятися територіально-міліційних системою, тобто таким принципом збройних сил, який ґрунтується на особовому складі військових з'єднань і частин у мирний час з мінімальною кількістю кадрових військовослужбовців та на навчанні приписаного до цих з'єднань і частин змінного складу. Такої позиції дотримувався і Клофач. Опір всьому армійському і зумовило багато в чому обрання цього відомого антимілітариста, на пост міністра національної оборони. Однак невдачі у війні з Угорщиною посилили голоси тих, хто виступав за кадрову армію. І 19 березня 1920 р. був прийнятий компромісний варіант «Закону про оборону», в якому зазначалося, що устрій збройних сил буде будуватися на міліційних принципі, а його дія носить тимчасовий характер. Таким чином, взяли гору побоювання створити регулярну армію кадрову, пізніше цей закон був доопрацьований.
Відхід від активної політичної діяльності. У 1920-і рр. Клофач поступово став витіснятися з керівництва партії, ставав швидше її символом. Сам він пояснював це тим, що втомився, розчарувався тощо Деякому пожвавленню сприяв IX з'їзд партії в травні 1921 р., на якому Клофач, зокрема, заявив, що «наш націоналізм настільки глибокий, що є і соціалізмом, який означає любов, справедливість і братерство. Націоналізм без людяності і гуманізму Коменського, а в наші дні і без гуманізму Масарика не є чеським націоналізмом … Соціалізм — це боротьба за справедливість, але соціалізм не є боротьбою проти народу, а є боротьбою і роботою в ім'я народу. Бути національним сьогодні, коли у нас є незалежність, означає бути державним. Цей елемент державності є і буде таким залишатися, незважаючи на погрози республіці як ліворуч, так і праворуч». Програма, прийнята на цьому з'їзді, викликала неоднозначну реакцію з боку інших політичних партій.
У 1925 р. Клофач був обраний Головою Сенату, і в другій половині 1920-х рр. він зосередився тільки на парламентській роботі, державних постів не займав. І хоча аж до припинення діяльності партії (1938 р.) Клофач і залишався її головою, але його політичний вплив поступово падав. Реальне керівництво в партії належало представникові націоналістичної течії Й. Стршібрному, якого Масарик спочатку розглядав як одного з найперспективніших політиків. Однак в 1926 р. розгорівся внутрішньопартійний конфлікт, учасниками якого стали Стршібрни, Клофач, Бенеш і Масарик.